# たるせん
たるせんは、かつて山陽垂水駅（山陽電気鉄道）と垂水駅（JR西日本）の高架下に存在したショッピングモールである。

## 概要
たるせんは、1967年(昭和42年)に垂水駅高架下にオープン。
正式名称は垂水駅ショッピングセンター。
2004年12月3日、山陽電鉄側は「MOLTIたるみ」と改名しリニューアルオープン。
JR西日本側も2005年3月17日に「ビエント垂水」としてオープンした。JR側は2012年4月1日「プリコ垂水」に名称変更した。